# Andreas Günter
Andreas Günter (ur. 12 lutego 1988 roku w Freudenstadt) – niemiecki narciarz, specjalista kombinacji norweskiej, złoty medalista mistrzostw świata juniorów i zdobywca Pucharu Kontynentalnego.

## Kariera
Po raz pierwszy na arenie międzynarodowej Andreas Günter pojawił się 2 października 2004 roku, kiedy wystartował w zawodach juniorów w Kranju. Zajął wtedy 46. miejsce w konkursie rozgrywanym metodą Gundersena. W 2008 roku wystartował na Mistrzostwach Świata Juniorów w Zakopanem, gdzie wspólnie z kolegami z reprezentacji zdobył złoty medal w sztafecie. Indywidualnie był piąty w Gundersenie i szósty w sprincie.
W Pucharze Świata zadebiutował 27 stycznia 2008 roku w Seefeld, gdzie zajął 36. miejsce w sprincie. Pierwsze punkty pucharowe wywalczył już 8 marca tego samego roku w Oslo zajmując 26. miejsce w Gundersenie. Następnego dnia był dwudziesty w sprincie i dzięki tym wynikom zajął 45. pozycję w klasyfikacji generalnej sezonu 2007/2008. Jest to jak dotąd najlepszy sezon Niemca w Pucharze Świata. Równocześnie Günter startuje w zawodach Pucharu Kontynentalnego, w którym odnosił większe sukcesy. Dziewięciokrotnie stawał na podium zawodów tego cyklu, a w klasyfikacji generalnej sezonu 2008/2009 zajął trzecie miejsce.

## Osiągnięcia

### Mistrzostwa świata juniorów
| Miejsce | Dzień     | Rok  | Miejscowość | Konkurencja          | Wynik zwycięzcy | Strata      | Zwycięzca         |
| ------- | --------- | ---- | ----------- | -------------------- | --------------- | ----------- | ----------------- |
| 5.      | 27 lutego | 2008 | Zakopane    | Gundersen HS94/10 km | ?               | +1:34.2 min | Alessandro Pittin |
| 1.      | 28 lutego | 2008 | Zakopane    | Sztafeta HS94/4x5 km | 59:32.9 min     | -           | -                 |
| 6.      | 29 lutego | 2008 | Zakopane    | Sprint HS94/5 km     | ?               | +52.2 s     | Tomaz Druml       |

### Puchar Świata

#### Miejsca w klasyfikacji generalnej
- 2007/2008: 45.
- 2008/2009: 50.
- 2009/2010: 46.

#### Miejsca na podium chronologicznie
Jak dotąd Günter nie stał na podium indywidualnych zawodów Pucharu Świata.

### Puchar Kontynentalny

#### Miejsca w klasyfikacji generalnej
- sezon 2006/2007: 22.
- sezon 2007/2008: 13.
- sezon 2008/2009: 3.
- sezon 2009/2010: 11.
- sezon 2011/2012: 22.
- sezon 2012/2013: 1.

#### Miejsca na podium chronologicznie
| Nr  | Data             | Miejscowość      | Konkurencja           | Wynik zwycięzcy | Pozycja | Strata  | Zwycięzca            |
| --- | ---------------- | ---------------- | --------------------- | --------------- | ------- | ------- | -------------------- |
| 1.  | 3 stycznia 2009  | Eisenerz         | Gundersen HS100/10 km | 25:45.6 min     | 3.      | +18.2 s | Matthias Menz        |
| 2.  | 10 stycznia 2009 | Klingenthal      | Gundersen HS140/10 km | 28:27.9 min     | 2.      | +14.7 s | Ole Christian Wendel |
| 3.  | 11 stycznia 2009 | Klingenthal      | Gundersen HS140/10 km | 28:53.4 min     | 1.      | -       | -                    |
| 4.  | 25 stycznia 2009 | Kranj            | Gundersen HS109/10 km | 23:05.9 min     | 3.      | +12.2 s | Marjan Jelenko       |
| 5.  | 31 stycznia 2009 | Titisee-Neustadt | Gundersen HS142/10 km | 26:52.2 min     | 1.      | -       | -                    |
| 6.  | 1 lutego 2009    | Titisee-Neustadt | Gundersen HS142/10 km | 27:18.1 min     | 2.      | +50.9 s | Jan Christian Bjørn  |
| 7.  | 19 grudnia 2009  | Lake Placid      | Gundersen HS100/10 km | 26:37.4 min     | 2.      | +0.6 s  | Tomaz Druml          |
| 8.  | 20 grudnia 2009  | Lake Placid      | Gundersen HS100/10 km | 25:12.2 min     | 2.      | +22.2 s | Tomaz Druml          |
| 9.  | 7 marca 2010     | Høydalsmo        | Gundersen HS94/10 km  | 25:15.5 min     | 3.      | +27.9 s | Håvard Klemetsen     |
| 10. | 17 lutego 2012   | Kranj            | Gundersen HS109/10 km | 26:39.9 min     | 3.      | +4.2 s  | Marjan Jelenko       |
| 11. | 9 lutego 2013    | Eisenerz         | Gundersen HS100/10 km | 26:11.3 min     | 1.      | -       | -                    |
| 12. | 10 lutego 2013   | Eisenerz         | Gundersen HS100/10 km | 25:30.9 min     | 2.      | +11.4 s | Philipp Orter        |

### Letnie Grand Prix

#### Miejsca w klasyfikacji generalnej
- 2009: 28.
- 2011: 29.

#### Miejsca na podium chronologicznie
Jak dotąd Günter nie stał na podium indywidualnych zawodów LGP.